# Mangelia sandrii
Mangelia sandrii é uma espécie de gastrópode do gênero Mangelia, pertencente a família Mangeliidae.